# Премия «Грэмми» за лучший полька-альбом
Премия «Грэмми» за лучший полька-альбом (англ. Grammy Award for Best Polka Album) вручалась на ежегодной церемонии в США с 1986 года по 2009 год. Одна из наиболее престижных наград в области жанра полька, ежегодно присуждавшаяся Национальной академией искусства и науки звукозаписи за «художественные достижения, технические знания и общее превосходство в звукозаписывающей индустрии, без учёта продаж альбома и его позиции в чартах».
Определение польки как жанра музыки появилось в начале 20-го века. Первоначально музыканты, исполняющие его, награждались в категории фолк. «Лучшая запись в стиле полька» впервые была присуждена в 1986 году на 28-й церемонии вручения премии «Грэмми» альбому Фрэнки Янковича 70 Years of Hits. Премия вручалась прежде всего в знак уважения популярности артиста, так как Billboard и Американская ассоциация звукозаписывающих компаний не отслеживали продажи альбомов данного жанра. В 1987 году альбомы Джимми Стёрра и Эдди Блэзончика получили равное количество голосов, в результате чего награда впервые была вручена двум исполнителям за разные альбомы. Перед проведением 34-й церемонии «Грэмми» было принято решение о переименовании категории — она стала носить название «Премия „Грэмми“ за лучший полька-альбом». Начиная с 2001 года премией награждался не только исполнитель альбома, но и другие участники записи: продюсеры, звукорежиссёры и прочий персонал. Последняя награда в данной категории была вручена на 51-й церемонии «Грэмми», после чего академия решила упразднить премию. После этого события многие исполнители жанра, как предполагалось, должны были рассматриваться в номинациях в категориях фолк и этническая музыка, но этого не произошло. Многими музыкальными критиками отмечалось, что реорганизации категории способствовало большое количество наград у Стёрра, а также потеря актуальности у жанра.
Абсолютным рекордсменом по количеству побед в категории стал Джимми Стёрр, получивший в общей сложности 18 наград (в том числе как участник коллектива Jimmy Sturr and His Orchestra). Трёхкратным обладателем подряд является Уолтер Останек. Чаще всего награду получали американские исполнители (20 раз) и только три раза канадец Останек. Рекордсменом по количеству номинаций без побед является Ленни Гомулка. Ниже представлен полный список всех лауреатов и номинантов на эту награду.

## Список победителей и номинантов
| * | Обладатели совместной награды |

| Год  | Исполнитель                 | Страна | Альбом                             | Номинанты | Прим.         |
| ---- | --------------------------- | ------ | ---------------------------------- | --- | ------------- |
| 1986 | Фрэнки Янкович              | США    | 70 Years of Hits                   | - Уолтер Ягайло и Оркестр — Polskie Czucie, Polish Feelings | [ 4 ] [ 11 ]  |
| 1987 | Джимми Стёрр и его оркестр  | США    | I Remember Warsaw                  | - Фрэнки Янкович — America’s Favorites | [ 3 ]         |
| 1987 | Эдди Блэзончик              | США    | Another Polka Celebration          | - Фрэнки Янкович — America’s Favorites | [ 3 ]         |
| 1988 | Джимми Стёрр                | США    | A Polka Just for Me                | - Братья Крюгер – Polka Mania | [ 12 ]        |
| 1989 | Джимми Стёрр                | США    | Born to Polka                      | - Уолтер Останек и его группа – All Aboard It’s Polka Time | [ 13 ]        |
| 1990 | Джимми Стёрр                | США    | All in My Love for You             | - Уолтер Останек и его группа – Any Time is Polka Time | [ 14 ]        |
| 1991 | Джимми Стёрр                | США    | When It’s Polka Time at Your House | - Toledo Polkamotion – Grand Illusion | [ 15 ]        |
| 1992 | Джимми Стёрр                | США    | Live at Gilley’s!                  | - The Dynatones – When the Band Plays a Polka | [ 16 ]        |
| 1993 | Уолтер Останек и его группа | Канада | 35th Anniversary                   | - Джимми Стёрр – Sturr-It-Up | [ 17 ]        |
| 1994 | Уолтер Останек и его группа | Канада | Accordionally Yours                | - Polka Family Band – Polka Music Fan | [ 18 ]        |
| 1995 | Уолтер Останек и его группа | Канада | Music and Friends                  | - Жан Левен – Jan Lewan and His Orchestra | [ 19 ]        |
| 1996 | Джимми Стёрр                | США    | I Love to Polka                    | - Уолтер Останек – Happiness is Polkas and Waltzes | [ 20 ]        |
| 1997 | Джимми Стёрр                | США    | Polka! All Night Long              | - Фрэнки Янкович и друзья – Songs of the Polka King, Volume 1 | [ 21 ]        |
| 1998 | Джимми Стёрр                | США    | Living on Polka Time               | - Фрэнки Янкович и друзья – Songs of the Polka King | [ 22 ]        |
| 1999 | Джимми Стёрр и его оркестр  | США    | Dance with Me                      | - Уолтер Останек – Memories | [ 23 ]        |
| 2000 | Brave Combo                 | США    | Polkasonic                         | - Уолтер Останек – Yearning for Polkas and Waltzes | [ 24 ]        |
| 2001 | Джимми Стёрр                | США    | Touched by a Polka                 | - Уолтер Останек – Let’s Dance! | [ 25 ]        |
| 2002 | Джимми Стёрр                | США    | Gone Polka                         | - Уолтер Останек и его группа – Happy Times | [ 26 ]        |
| 2003 | Джимми Стёрр                | США    | Top of the World                   | - Уолтер Останек и его группа – Good Time Polkas and Waltzes | [ 27 ] [ 28 ] |
| 2004 | Джимми Стёрр                | США    | Let’s Polka ’Round                 | - Уолтер Останек и Боб Кравос – Just for You | [ 29 ]        |
| 2005 | Brave Combo                 | США    | Let’s Kiss: 25th Anniversary Album | - Уолтер Останек и Гейлорд Кланкник– Polkas United | [ 30 ]        |
| 2006 | Джимми Стёрр и его оркестр  | США    | Shake, Rattle and Polka!           | - Кевин Солески – Solecktions | [ 31 ]        |
| 2007 | Джимми Стёрр и его оркестр  | США    | Polka in Paradise                  | - Эдди Блэзончик – Batteries Not Included - Ленни Гомулка и Chicago Push – As Sweet as Candy - LynnMarie and the Boxhounds – Party Dress - Уолтер Останек и Фред Зивих – Good Friends Good Music                                                              | [ 32 ]        |
| 2008 | Джимми Стёрр и его оркестр  | США    | Come Share the Wine                | - Brave Combo – Polka’s Revenge - Джон Гора и Горал – Bulletproof Polkas - Бубба Эрнандес и Алекс Мейкснера – Polka Freak Out - Уолтер Останек и его группа совместно с Брайаном Скляром – Dueling Polkas                                                     | [ 33 ]        |
| 2009 | Джимми Стёрр и его оркестр  | США    | Let the Whole World Sing           | - Паулино Бернал – El Maestro del Acordeón y Sus Polkas - ЛиннМэри и Чарли Келли – Speechless - Уолтер Останек и его группа совместно с Джерри Дарлаком и The Touch и Бобом Кравосом – Back to Back Hall of Fame Polkas - Polka Family Band – Hungry for More | [ 34 ]        |